# Magnat des médias

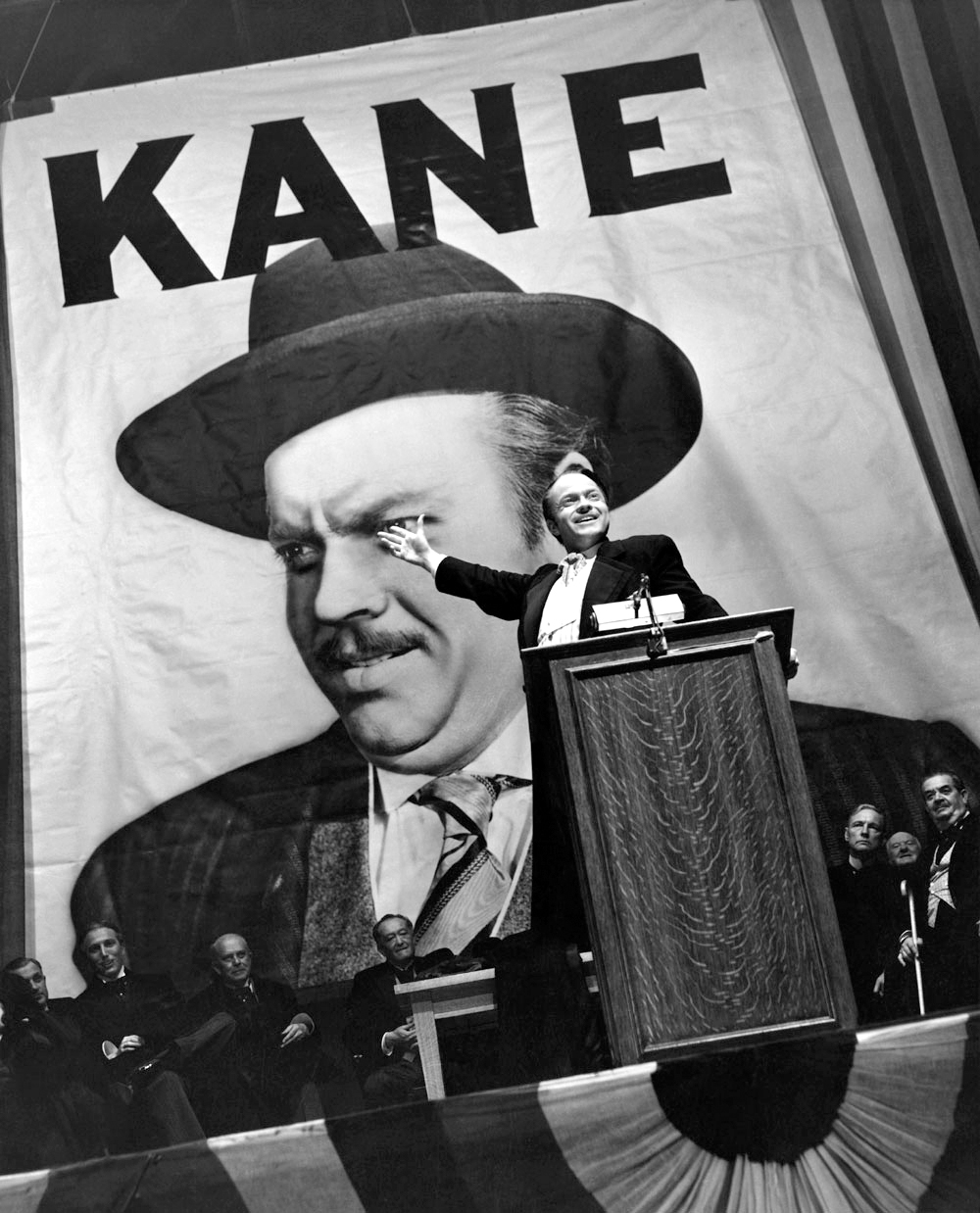
En 1941, dans son film Citizen Kane, le cinéaste américain Orson Welles raconte l'histoire d'un patron de presse imaginaire.

Un magnat des médias (ou patron de presse, en anglais media proprietor, media mogul ou media baron) est une personne qui a un grand contrôle sur une ou plusieurs entreprises importantes du secteur des médias. Ce contrôle passe dans beaucoup de cas par le fait d'être directement propriétaire ou actionnaire majoritaire de l'entreprise en question mais le pouvoir du magnat peut aussi résulter d'autres facteurs.
La figure du magnat de la presse est devenue très en vue depuis le XIXe siècle avec le développement de la presse écrite.
Au XXe siècle, la définition de magnat s'est élargie pour inclure le monde radiophonique et télévisuel, tout comme celui de la production cinématographique, de l'édition et plus récemment d'Internet et du multimédia en général. Cette généralisation et l'influence de l'anglais ont popularisé l'expression de magnat des médias contre celle de patron de la presse dont le sens était devenu trop restrictif. La même expression est parfois utilisée par extension pour désigner des animateurs ou des journalistes influents comme Howard Stern ou Oprah Winfrey.

## Exemples

### Dans le monde francophone

#### En France[1],[2],[3]
- Robert Hersant (1920-1996) : presse nationale (Le Figaro), magazine…
- Michel Hommell (1944-) : presse de loisirs, automobile, sports…
- Jean-Luc (1928-2003) et Arnaud Lagardère (1961-2023) :Europe 1, Paris-Match, Le journal du dimanche, RFM…
- Bernard Arnault (1949-) : Les Échos, Le Parisien, Aujourd'hui en France, Challenges, Aujourd'hui en France...
- Vincent Bolloré (1952-) : Canal+, CNews, Gala, Capital, Europe 1, Voici, C8, Femme Actuelle, Télé Loisirs...
- Pierre Bergé (1930-2017) : Le Monde.
- Patrick Drahi : Libération, L'Express, BFMTV, RMC[4]...
- Famille Baylet: Midi Libre, La dépêche du Midi, L'Indépendant[5]...
- Daniel Kretinsky: Marianne, ELLE, Télé 7 Jours, France Dimanche[6]...
- Mathieu Pigasse: Le Monde[6].
- Xavier Niel: Le Monde, Télérama, Courrier International L'Obs, La Vie..[6].
- Martin Bouygues: TF1, LCI.
- Famille Mohn: M6, W9, RTL, Fun Radio...
- François Pinault: Le point.
- Rodolphe Saadé : La Provence, La Tribune, BFMTV, Public, RMC.[4].
- Iskandar Safa: Valeurs Actuelles.[7]
- Famille Dassault: Le Figaro.

#### Au Québec
- Pierre Péladeau (1925-1997), fondateur de Quebecor
  - son successeur et fils, Pierre Karl Péladeau

### Hors du monde francophone
- Allemagne : Axel Springer
- Australie : Kerry Packer, Rupert Murdoch (1931-)
- Canada : Israel Asper, Kenneth Thomson
- Corée : Sun Myung Moon
- Espagne : Jesús de Polanco
- États-Unis : George G. Booth, Henry Luce, Warren Buffett, Rupert Murdoch, William Randolph Hearst, Ted Turner, Hugh Hefner, Michael Bloomberg, Jeff Bezos[8]
- Géorgie : Badri Patarkatsichvili
- Italie : Silvio Berlusconi
- Royaume-Uni : Alfred Harmsworth, Robert Maxwell

### Personnages fictifs
- Charles Foster Kane, personnage du film Citizen Kane, inspiré principalement de William Randolph Hearst